# Regina Jonas
Regina Jonas (in ebraico רגינה יונאס‎?; Berlino, 3 agosto 1902 – Auschwitz, 12 dicembre 1944) è stata una rabbino e educatrice tedesca, vittima dell'Olocausto.

## Biografia
"Se confesso ciò che mi ha motivato, donna, a diventare rabbino, mi vengono in mente due cose. La mia fede nella chiamata di Dio e il mio amore per gli esseri umani. Dio ha piantato nel nostro cuore abilità e una vocazione senza chiedere del genere. Pertanto, è dovere degli uomini e delle donne lavorare e creare secondo le capacità date da Dio". Regina Jonas, C.-V.-Zeitung, 23 giugno 1938.
Regina Jonas nacque il 3 agosto 1902 a Berlino, figlia di Wolf e Sarah Jonas. Suo padre fu probabilmente il suo primo insegnante, ma morì nel 1913 a causa della tubercolosi. Regina Jonas desiderava diventare rabbina per la maggior parte della sua vita, ma ha lottato con le restrizioni contro le donne nell'istruzione superiore e negli studi rabbinici. La sua tesi del 1930 sosteneva che non esisteva una legge che proibiva alle donne di diventare rabbini e che c'erano molti esempi biblici e storici di donne che insegnavano e arbitravano la legge ebraica.
Fu la prima donna ad essere ordinata rabbino in Germania nel 1935, morì ad Auschwitz nel 1944.